# Matthew and Son
Matthew And Son es el primer disco de estudio del cantautor británico Cat Stevens.
Grabado entre 1966 y 1967 y lanzado el 10 de marzo de 1967, este trabajo contiene trabajos que el músico compuso durante su niñez y juventud. Con influencias de bandas rock británico de aquellos años como The Beatles y The Rolling Stones, tanto como del R&B estadounidense además del folk de Bob Dylan y Simon & Garfunkel, entre otros.

## Lista de canciones
1. Matthew and Son - 2:43
2. I Love My Dog - 2:23
3. Here Comes My Baby - 2:57
4. Bring Another Bottle Baby - 2:45
5. Portobello Road - 2:32
6. I've Found A Love - 2:33
7. I See A Road - 2:12
8. Baby Get Your Head Screwed On - 2:23
9. Granny - 3:15
10. When I Speak To The Flowers - 2:25
11. The Tramp - 2:13
12. Come On And Dance - 2:12
13. Hummingbird - 2:40
14. Lady - 3:04